# Tussilago farfara
Tussilago farfara là một loài thực vật có hoa thuộc chi đơn loài Tussilago trong họ Cúc (Asteraceae). Loài này được L. miêu tả khoa học đầu tiên năm 1753.